# Mike Faist
Mike Faist, född 5 january 1992 i Gahanna, Ohio, är en amerikansk skådespelare.
Faist har bland annat medverkat i filmerna Challengers, The Bikeriders och West Side Story.

## Filmografi (i urval)
- 2021 – West Side Story
- 2023 – The Bikeriders
- 2024 – Challengers